# Elvis (альбом, 1973)
Elvis — семнадцатый студийный альбом американского певца Элвиса Пресли. Этот альбом также иногда именуют «Fool» по первой песне с него, чтобы отличить от одноимённой пластинки 1956 года. Elvis занял 52-е место в американском хит-параде.

## Обзор
За два года, прошедших с июньских сессий 1971 года, Пресли записался в студии лишь один раз, поэтому лейбл, подготавливая этот альбом, планировал включить частично концертные записи. Однако от этой идеи отказались (была включена лишь одна такая запись — хит Перри Комо «It’s Impossible») и решили использовать весь оставшийся студийный материал — в основном с сессий мая 1971. Две первые песни — «Fool» (не путать с песней Пресли «The Fool») и «Where Do I Go from Here?» — были записаны во время работы над документальным фильмом «Элвис на гастролях» в марте 1972 года. В пластинку включена кавер-версия песни Боба Дилана «Don’t Think Twice, It’s All Right». На трёх дорожках («It’s Still Here», «I’ll Take You Home Again, Kathleen» и «I Will Be True») можно услышать игру Пресли на фортепиано.
На обложку помещён снимок Пресли, сделанный 14 января 1973 года во время телешоу Aloha from Hawaii.

## Список композиций
1. Fool
2. Where Do I Go from Here?
3. Love Me, Love the Life I Lead
4. It’s Still Here
5. It’s Impossible
6. (That’s What You Get) For Lovin’ Me
7. Padre
8. I’ll Take You Home Again, Kathleen
9. I Will Be True
10. Don’t Think Twice, It’s All Right

## Альбомные синглы
Песня «Fool» вышла на обратной стороне сингла «Steamroller Blues» в марте 1973.